# المجلس التنفيذي للبنك المركزي الأوروبي
المجلس التنفيذي للبنك المركزي الأوروبي (بالإنجليزية: Executive Board of the European Central Bank)‏هو الجهاز المسؤول عن تنفيذ السياسة النقدية لمنطقة اليورو بما يتماشى مع الإرشادات والقرارات التي يتخذها مجلس إدارة البنك المركزي الأوروبي.
يتكون المجلس التنفيذي من الرئيس ونائب الرئيس وأربعة أعضاء آخرين، يعمل أحدهم في نفس الوقت كرئيس اقتصادي للبنك المركزي الأوروبي. يتم تعيين جميع الأعضاء من قبل المجلس الأوروبي بالأغلبية المؤهلة لمدة ثماني سنوات غير قابلة للتجديد. كاستثناء، تلقى أعضاء المكتب المعينون في المجلس التأسيسي شروطًا مرحلية بحيث يتم استبدالهم كل عام. بموجب قواعد البنك المركزي الأوروبي، لا يمثل أعضاء مجلس الإدارة دولاً معينة، كما أنهم ليسوا مسؤولين عن تتبع الظروف الاقتصادية في دولة محددة. وإنما جميع أعضاء مجلس الإدارة مسؤولين بشكل مشترك عن السياسة النقدية لكامل منطقة اليورو.